# Giunta Pisano

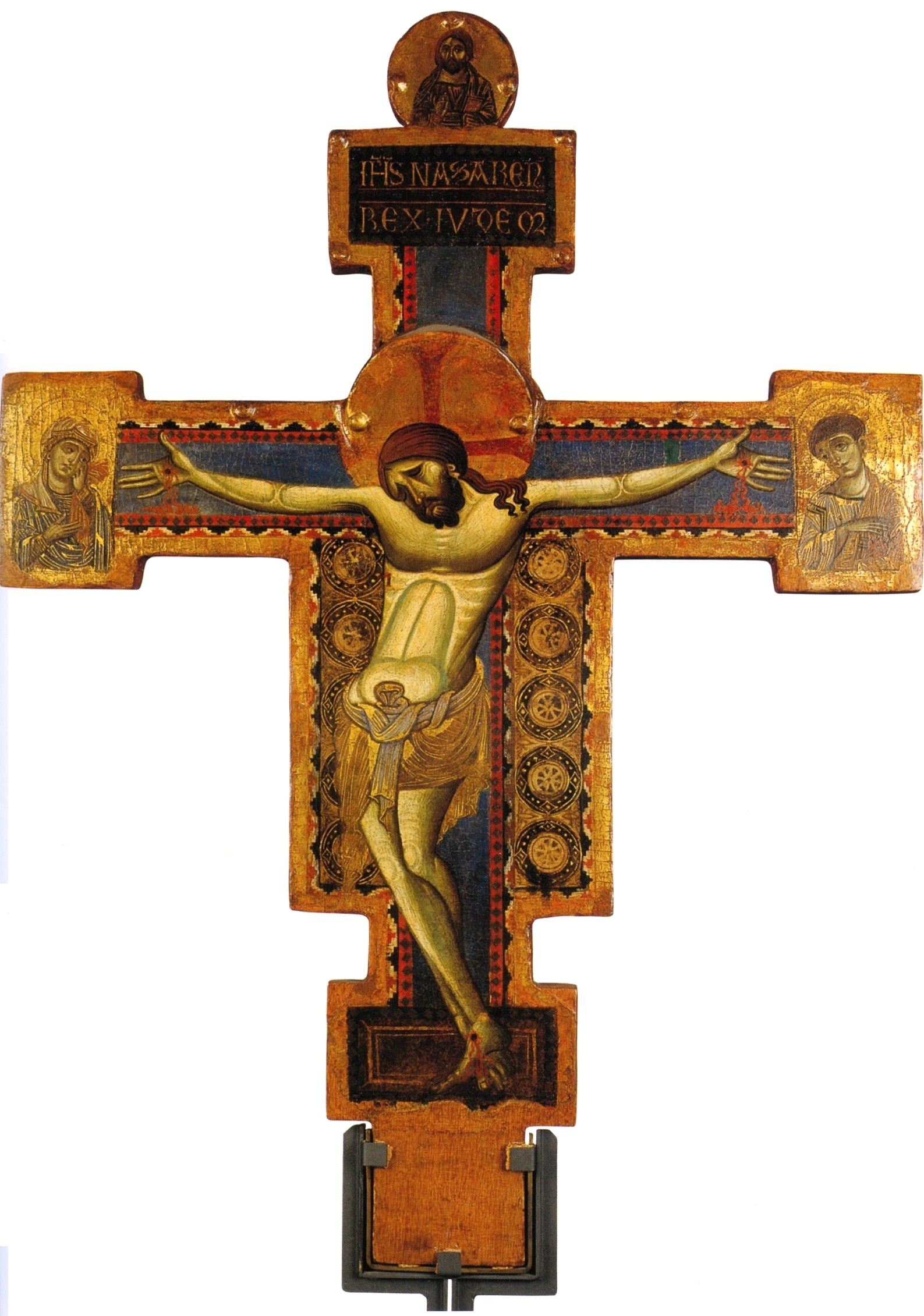
Giunta Pisano, Kruzifix, Pisa, Museo Nazionale di San Matteo

Giunta Pisano (auch Giunta da Pisa) war ein in der ersten Hälfte des 13. Jahrhunderts tätiger italienischer Maler des Spätmittelalters. Vermutlich kurz nach 1200 geboren, wurde er 1229 zum ersten Mal in einem Schriftstück erwähnt; die letzte Erwähnung stammt aus dem Jahr 1254. Er wirkte nicht nur in Pisa, sondern auch in Assisi. Als seine Meisterwerke gelten seine gemalten Kruzifixe.

## Stil
Pisanos Darstellung des leidenden Christus und anderer Figuren sind von der Ikonenmalerei des Konstantinopel in mittelbyzantinischer Zeit beeinflusst. Seine dramatischen Christusdarstellungen gehören zu den frühesten großflächigen Werken der italo-byzantinischen Kunst.

## Signatur
Giunta Pisano ist einer der wenigen italienischen Maler vor 1300, von dem schon der eigentliche Name bekannt ist, da er ihn in Inschriften einigen seiner Werke beigegeben hat. So ist in Bologna auf einem der von ihm gemalten Kruzifixe folgender lateinischer Text zu lesen: „Cuius docta manus me pixit Junta Pisanus“ (deutsch: „Aus der kunstfertigen Hand des Giunta Pisano“); der Maler weist mit dieser „Signatur“ auf diesem großflächigen Kreuzesbild auf seine individuelle Kunstfertigkeit hin.

## Werke

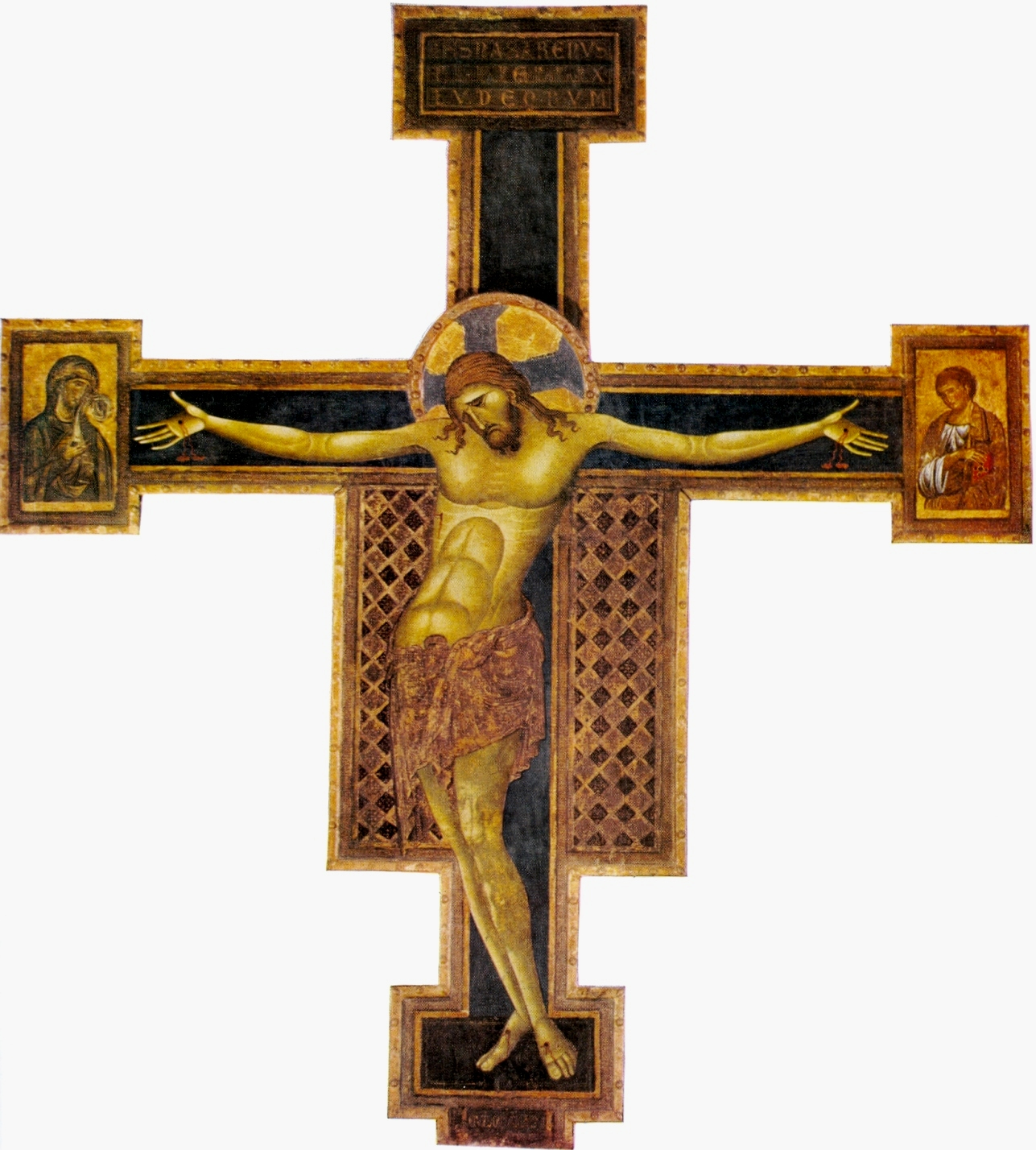
Giunta Pisano, Kruzifix, ca. 1250, Bologna, Basilica San Domenico
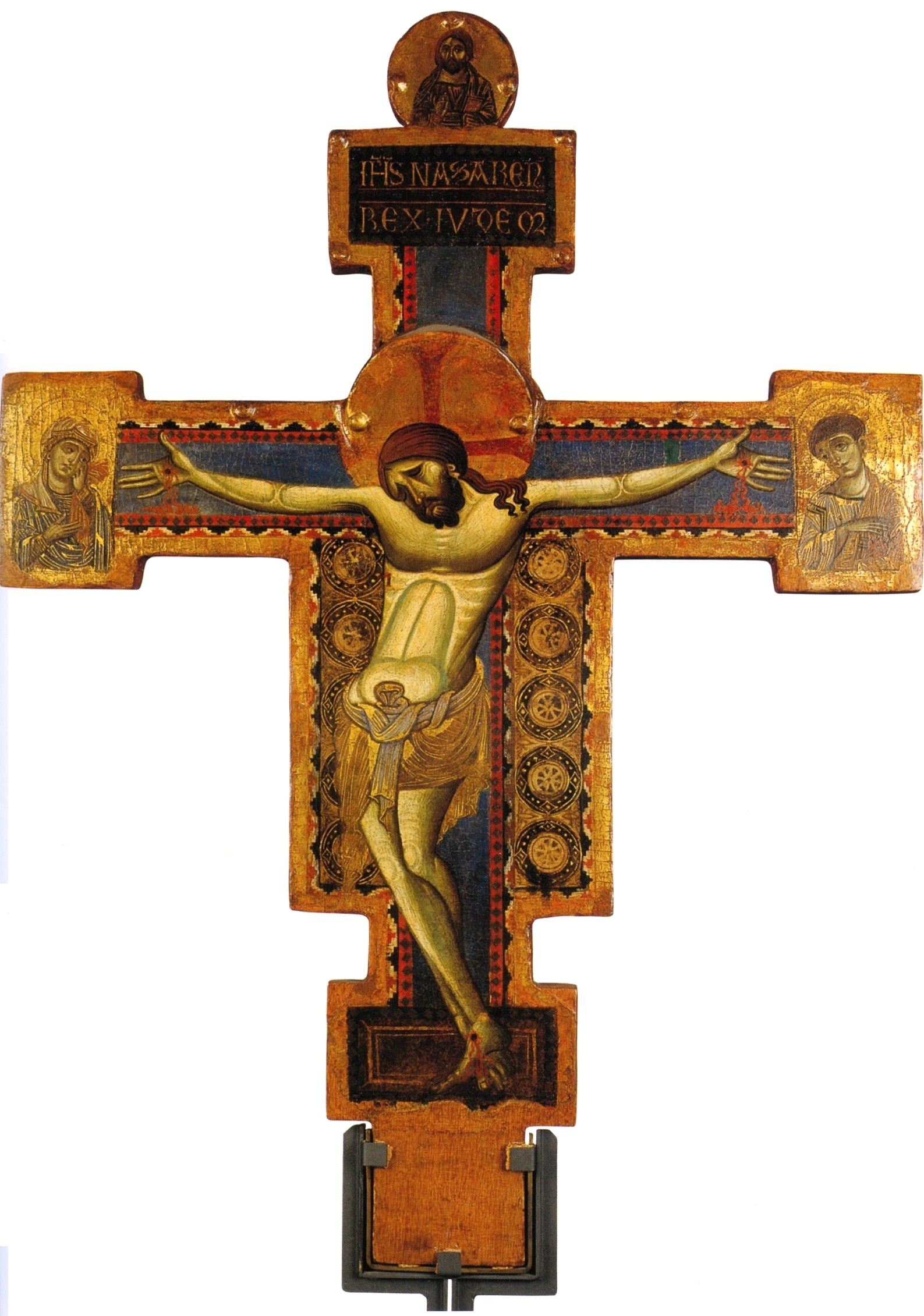
Giunta Pisano, Kruzifix, ca. 1260. Pisa, Museo Nazionale di San Matteo
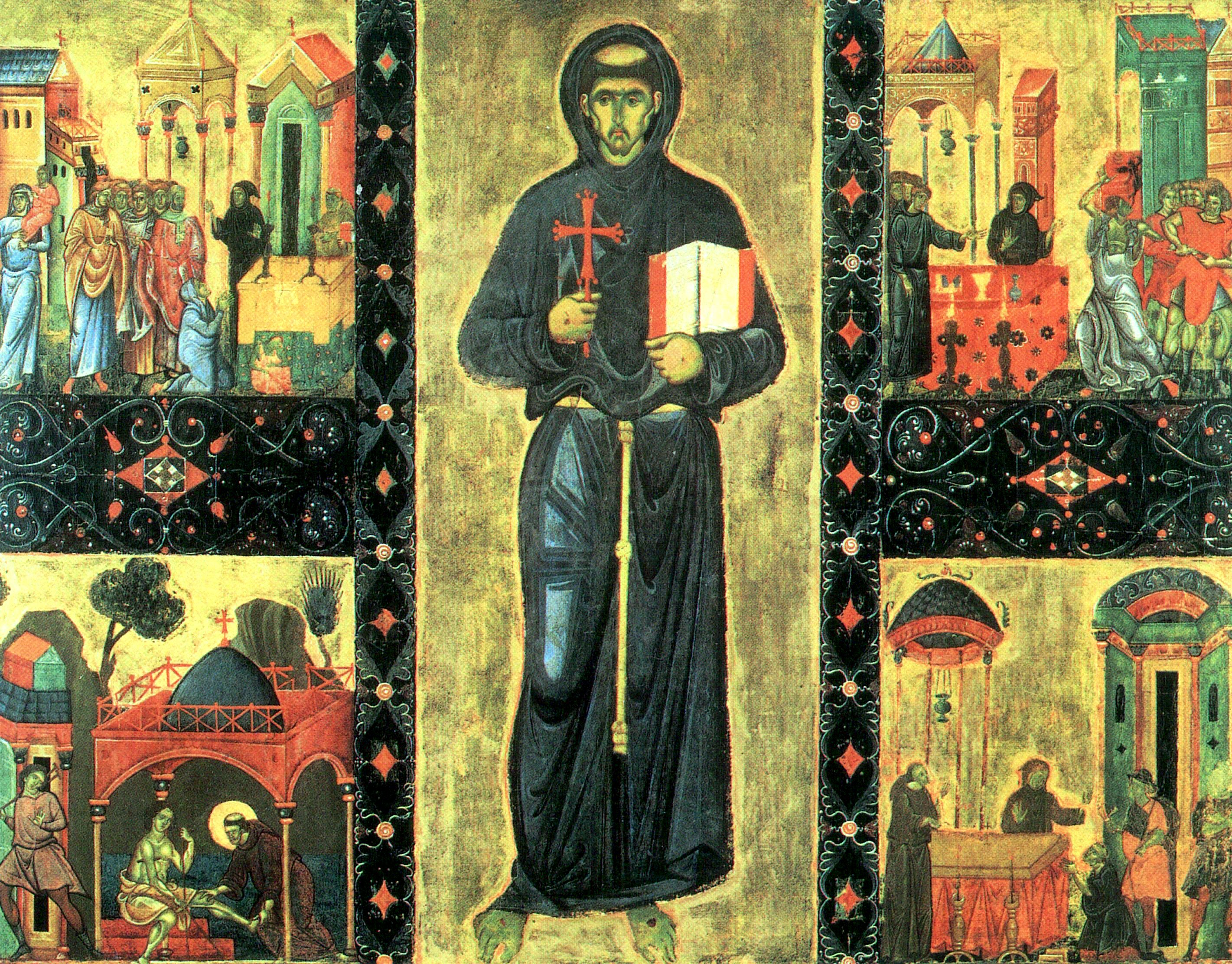
Giunta Pisano: Der Hl. Franziskus von Assisi, ca. 1270. Rom, Museum des Vatikans (Pinacoteca)